# Диакону, Мадалина
Мадалина Диакону (рум. Mădălina Diaconu; род. 1970, Бухарест) — австрийский эстетик-феноменолог, одна из наиболее значимых фигур в современной эстетике. Занимается исследованиями в области эстетики чувственности, автор понятия «эстетика низших чувств» («низовая эстетика»).

## Профессиональная биография
Закончила философский факультет Бухарестского университета. В период 1993—2003 — ассистент профессора эстетики факультета философии Бухарестского университета. Получила учёную степень доктора наук в университетах Бухареста и Вены в 1996 и 1998 годах соответственно. В 2005 году получила звание профессора Венского университета. С 2012 года — лектор Венского университета. В разные годы вела курсы по феноменологической эстетике, феноменологии чувств, философской антропологии, феминистской эстетике, эстетике повседневной жизни, философии восприятия, ландшафтной архитектуре и урбанистической эстетике. Научные труды Диакону получили признание мировых специалистов по эстетике. Особо выделяется статья 2006 года «Размышления об эстетике осязания, нюха и вкуса» («Reflections on an Aesthetics of Touch, Smell and Taste»), идеи которой получили развитие в книге 2009 года «Вторичные чувства» («Secondary senses»). Работы Диакону существуют на румынском, немецком, английском и испанском языках. Сейчас Диакону преимущественно занимается эстетическими проблемами дизайна и городской среды, а также эстетикой погоды. Статья «Тоска по облакам: должна ли красивая погода быть хорошей?» («Longing for Clouds — Does Beautiful Weather Have To Be Fine?») в 2016 году получила премию финского общества эстетики «Статья года в области эстетики».

## Эстетическая теория "вторичных" чувств
Диакону рассматривает проблемы эстетики со стороны антропологии и феноменологии. Призывая к выходу за пределы классической европейской традиции, Диакону открывает новые перспективы развития эстетики. В своей эстетической теории она критикует стремление классической эстетики к объективизации, универсализации чувств. В статье «Размышления об эстетике осязания, нюха и вкуса» («Reflections on an Aesthetics of Touch, Smell and Taste») философ обращается к проблеме игнорирования современной эстетикой так называемых «низших чувств» (вкус, нюх, осязание). Причины подобного «неравенства» чувств, по мнению Диакону, заключаются в тотальной европейской рационализации мира, боязни опуститься до первобытного, животного состояния. Информацию, поступающую через слуховые и зрительные каналы, легче проверить на ложь, легче объективировать, тогда как опыт осязания, обоняния и вкуса сохраняет практически непреодолимую субъективность. Полученные в результате такого опыта данные в большей степени характеризуют исследователя, чем познаваемый объект: говоря о гладкости поверхности, мы говорим, что эта поверхность гладкая для нас, говоря о сладости аромата, мы говорим, что аромат воспринимается нами как сладкий. «Низшие чувства» не обладают познавательным потенциалом, который необходим для вынесения эстетического суждения (в классической эстетике).
Диакону не предлагает встраивать «низшие чувства» в классическую эстетику; она закладывает начало новой, «низовая» эстетики, «в основе которой будет уже не кантовский универсальный субъект, а субъект, вовлеченный в мир, который будет одновременно и субъектом, и объектом чувства». Тем не менее, предложение сосредоточить внимание эстетики на личных переживаниях субъекта ведёт к вопросу о том, «может ли чувственность заменить рациональность в дискурсе эстетики, коль скоро она перестала быть зависимой от научной или этической истинности».
Классическая эстетика традиционно пренебрегала так называемыми "вторичными" чувствами - обонянием, осязанием и вкусом -, отдавая предпочтение зрение и слуху. Однако затем они были включены в рассмотрение, но только как отрицание существования тех форм искусства, к которым отсылают эти чувства. Диакону приводит обзор возражений, выдвигаемых классической эстетикой против вторичных чувств:
1.     Осязание, обоняние и вкус не могут быть основой искусства и иметь эстетический потенциал потому, что они имеют дело с мимолетными стимулами (т.е они преходящи, временны) и способны поглощать свой объект. Однако, говорит Диакону, музыка, театр, танец также преходящи и временны. Кроме того, негативные значения эфемерности являются специфичными только для западной культуры и не являются объективными.
2.     Сенсорные данные (или сигналы) вторичных чувств имеют тенденцию собираться в синэстетической конфигурации. Тактильные качества, вкусовые и обонятельные впечатления настолько переплетены, что вместе они образуют так называемое оральное чувство. Диакону говорит, что синэстетический аспект тактильного, обонятельного и вкусового опыта не влияет на их эстетические качества, подобно тому как отдельные чувства в изобразительном искусстве и музыке не являются источником их художественной ценности. Тот факт, что синэстетическая предубежденность часто делает невозможным рассмотреть «вторичные» чувства отдельно, означает лишь то, что они требуют более сложного подхода, чем обычная эстетическая интерпретация.
3.     Исследователи эстетики сомневаются, что «низшие» чувства способны достичь той структурной сложности, которая требуется для поддержания нашего внимания в течение долгого времени. Это возражение, однако, было признано недействительным парфюмерами, которые подчеркивали большое число компонентов каждого аромата, а также его многоуровневую структуру и способность к развитию во времени.
4.     Тактильные и обонятельные раздражители, по общему убеждению множества исследователей, не имеют на самом деле никакого значения и потому не могут освободить процесс воспринимающего созерцания и далее интерпретации. Такой вывод должен быть сочтен преждевременным, учитывая наметившиеся исследования по этой теме. Кроме того, наша эпоха ограничивает воспитание чувств изобразительным искусством и музыкой, в следствие чего о способности тактильных и обонятельных раздражителей освобождать процесс созерцания и интерпретации еще предстоит узнать.
5.     Осязание, обоняние и вкус необходимы нам для удовлетворения потребности выживания и полового размножения. Отсюда мы имеем два важных следствия. Во-первых, конечность субъекта (или смертность) и мощный эротический аспект этих чувств существенно ограничивают сферу того, что может считаться эстетическим опытом, по сравнению с изобразительным искусством. Во-вторых, осязание, обоняние и вкус, по-видимому, не способствуют гуманистической точке зрения, поскольку сближают человека и животное. «Низшие» чувства оказываются более развитыми у примитивов и женщин, тогда как цивилизованные люди должны, по крайней мере, стремиться подавить их в пользу так называемых «высших», теоретических чувств, таких как зрение и слух. На это Диакону говорит, что тем не менее еще ни одно животное, независимо от того, как точны его органы чувств  не произвело форм искусства или не создало духов.
При этом Диакону признает, что следует быть осторожными в отношении попытки реабилитации «вторичных» чувств в эстетике, так как вопрос о сущности тактильных, обонятельных и вкусовых ощущений до сих пор не нашел единодушного ответа в научном сообществе, в частности в эпистемологии и когнитивной науке, а этнолингвистические исследования, посвященным проблемам выражения опыта «низших чувств» сейчас находятся в зачаточном состоянии. Диакону, однако, утверждает, что эстетическая теория должна отказаться от идеала универсального субъекта, так как исследования показали что языковая дифференциация и степень разработанности терминологии посвященной вторичным чувствам зависят от вклада этих чувств в знания нашего повседневного опыта. Так, например, единогласно признается, что обоняние и слух играют гораздо более важную роль для жителей тропических лесов, чем в нашей культуре. Кроме того, тесты показали, что задания на ощущение положения собственного тела были выполнены лучше африканскими рабочими, чем европейскими. Запах и вкус внедрены в отдельные социально-культурные и символические системы, которые кодифицируют и регулируют реакцию человека на сенсорные раздражители в конкретных случаях; соответственно, эстетическая теория должна оставить позади идеал универсального субъекта, так как здесь играют роль культурные характеры восприятия и сложившиеся модели восприятия.
Диакону отмечает растущий интерес к «низшим» чувствам и необходимость пересмотреть классическую теорию. В настоящее время, «вторичные» чувства входят в искусство двумя путями: либо в качестве синэстетических экспериментов искусства, либо как явления образа жизни. Примеры первого направления обеспечиваются боди-артом, ланд-артом (где человек взаимодействует с окружающей средой и ощущает себя как часть целого), современным танцем (сфокусированным на ощущении своего тела и принятии телесного Я). Примером второго направления являются кулинария или архитектура (Архитектурные критики и историки архитектуры (Juhani Pallasmaa, Kenneth Frampton) осуждают фиксацию современной архитектуры, с ее плоскими, зеркальными фасадами, на визуальном. Даже государственные программы (например, Финляндия в 2004 году) определили архитектурную красоту "не только [как] субъективную оценку фасада или объекта, но [как] центральный элемент в ощущении комфорта, для жителей в их среде обитания". Такому ощущению благополучия и защищённости, как мы знаем, способствуют все чувства: запах здания, его устойчивость и сопротивление материалов под ногами, эхо шагов, его тепло как в буквальном, так и метафорическом смысле). Кулинария давно превратилась из монотонной работы в модное направление, где повара соревнуются в своих творения и демонстрируют большую степень  творческого процесса, то же можно сказать о виноделии, ароматерапии, IT- сфере, автомобильной промышленности, мебельном дизайне и тактильном дизайне вообще, который развился до такой степени, что понятие дизайна расширилось и появился звуковой дизайн, веб-дизайн и пр.
В главе посвящённой осязанию Диакону выступает против запрета прикосновения к экспонатам в музеях и говорит о том, что эстетика осязания ставит под сомнение статус самого музея как специфического современного института, более того, эстетика осязания стимулирует создание новых выставочных площадок, которые позволят зрителям соприкасаться с предметами и прикосновение будет частью телесного взаимодействия с артефактами. Эстетика должна будет рассматривать в качестве своих категорий также реставраторов, кураторов, коллекционеров, спонсоров, верующих людей и их взаимодействие в произведениями искусства , а также людей, которые уничтожают произведения искусства, то есть арт-интервентов. Единственным «направлением» искусства, где произведения полностью апеллируют к осязательному опыту, является искусство для слепых. Диакону приводит в пример Кэтрин Шаллер, которая писала стихи шрифтом Брайля, Фредерика Дюкомба, который создал кусок воска под названием Langue de chat Braille(1994), с табличкой в системе Брайля, буквы на которой постепенно исчезают, будучи неоднократно потроганными. Диакону задаётся вопросом можно ли без повторения предшествующего опыта создать оригинальное тактильное произведение искусства. По ее мнению, новизны и оригинальности можно добиться двумя способами: либо путем изменения способа прикосновения, либо самого объекта прикосновения. В первом случае, субъект может попытаться исследовать или просто испытать на ощупь один объект по-разному, более мягко или жёстко, перемещая руки по различным маршрутам, позволяя рукам спокойно лежать на объекте или совершая множество отрывистых касаний. Во втором случае, художник может изобретать новые приятные и интересные с точки зрения прикосновения материалы. В этом случае должно быть пересмотрено значение того, что значит быть художником, то есть стёрто романтическое разделение между художником и ремесленником.
В области обоняния, одна из главных трудностей в обосновании эстетики запаха состоит в отсутствии чувствительности, а также в необходимости специального образования. Диакону полагает, что решением может стать разработка методов обострения обонятельность чувствительности с помощью специального обучения. Они опирается на факт, что обоняние может формироваться в результате контакта с широким разнообразием запахов. Другая трудность для художника, работающего с обонянием может состоять в том, что когда мы ощущаем искусственно созданный аромат, наши впечатления от него смешиваются с суждениями о его приятности, автобиографическими ассоциациями а также с распознаванием компонентов аромата, в результате чего он теряет самобытность. Последняя проблема заключается в том, что психологические исследования доказали, что искусственные ароматы редко могут быть идентифицированы без поддержки визуальных или словесных раздражителей. Диакону предполагает, что это может быть следствием отсутствия необходимого опыта и обонятельной чуткости, вызванное современной цивилизацией.
Против гастрономической эстетики философами часто выдвигается возражение об относительности вкусов. Однако в суждениях гастрономического вкуса есть общий характер, иначе было бы совершенно выработать рекомендации для ресторанов, дать им оценку или ранжировать их. Еда является синтетическим искусство, отсылающим ко всем чувствам и обеспечиваемое всеми видами вспомогательных искусств: важен визуальный вид еды, посуда, столовые приборы. Пища вызывает аппетит своими запахами, цветами, консистенцией, звуком.
Понимание эстетики как части философии культуры предполагает две причины того, почему эстетика до сих пор пренебрегала осязанием, обонянием и вкусом: начиная с древних греков, западная философия рассматривала бытие и время как связанные друг с другом: чем дольше нечто длится, тем дольше оно существует, тем выше его онтологический статус, тем оно ценнее. Преходящие вещи незначительны. В результате, изобразительное искусство, материальная составляющая, которого практические неизменна, оказалось в центре эстетической теории.
Вторая причина заключается в том , что в процессе развития современной цивилизации «вторичные» чувства были вытеснены из публичного пространства, отнесены к частной сфере, и считались неуместным для области знания. Запах, вкус и осязание считались более животные чувствами, чем зрение и слух, а это означает, что они обслуживают более низкие телесные потребности.
В заключении Диакону отмечает, что в эстетике «вторичных» чувств предметом по-прежнему остаётся искусство, но оно должно быть переопределено как сложная конфигурация всех чувств, переплетены ли они или изолированы. Эстетическая теория должна быть пересмотрена с целью расширения концепции искусства, чтобы включить в нее дизайн, моду, парфюмерию, кулинарию и специфические виды искусства, скрытые в повседневной жизни. Чувствительность, а не удовольствие должно стать основным условием эстетического суждения. Эстетический идеал должен перестать стремиться к созданию и интерпретации эстетических ценностей, которые якобы существуют отдельно от каких-либо моральных, теоретических, религиозных или экономических целей, но должен стремиться достичь всеобъемлющего понимание того, как все чувства, особенно осязание, обоняние и вкус, можно использовать эстетически в рамках социальной и культурной жизни. Как следствие, граница между эстетической и не-эстетической деятельностью, между повседневным и художественным опытом, должна стать проницаемой для различных культур, хотя и не исчезнет полностью.

## Публикации в интернете

###### На немецком
- Angrenzungen. Raumordnungen und gesellschaftliche Implikationen
- Synästhesie und Askese

###### На английском
- Reflections on an Aesthetics of Touch, Smell and Taste
- Senses and the City: An Interdisciplinary Approach to Urban Sensescapes
- Olfactory Design: strategies and applications
- Urban Drifting as a Work Method of the Creative Class
- Secondary Senses
- City Walks and Tactile Experience
- Grasping the Wind? The Aesthetic Participation, between Cognition and Immersion
- Longing for Clouds — Does Beautiful Weather Have To Be Fine?